# Болотов Андрій Тимофійович
Андрі́й Тимофі́йович Бо́лотов (нар. 7 (18) жовтня 1738, Дворяниново — 4 (16) жовтня 1833) — російський учений і письменник, один з основоположників російської агрономічної науки.

## Життєпис
Народився в с. Дворяниново Тульської губернії в сім'ї поміщика. Освіту здобув самонавчанням. До 1762 перебував на військовій службі; вийшовши у відставку, зайнявся вивченням сільського господарства. Болотов сформулював важливі загальноагрономічні положення з питань обробітку ґрунту, застосування добрив, боротьби з бур'янами, чергування культур. Надавав великого значення лісорозведенню, впровадженню нових сільськогосподарських рослин. Виводив нові сорти плодових культур. Виявив і правильно оцінив явище дихогамії (неодночасне визрівання тичинок і маточок двостатевих квіток) як найважливішу передумову перехресного запилення. В історію російської літератури Болотов увійшов своїми автобіографічними записками.
На його честь названо астероїд 7858 Болотов.

## Парк в Богородицьку

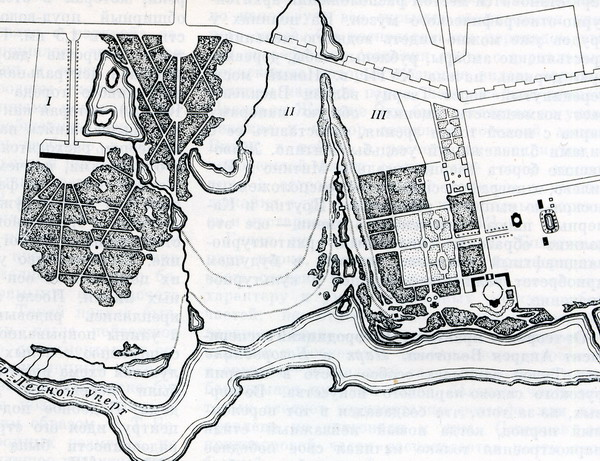
Генплан парку в м. Богородицьк, на 1785 р.

Болотов створив пейзажний парк в садибі Василя Шкуріна в Богородицьку для сина Катерини ІІ Олексія Бобринського. При підготовці проекту він вивчав місцевість, ретельно малював нові павільйони і краєвиди, виправляв помилки і недоліки. Лише після цього будував павільйони і окремими ділянками планував-збільшував сам парк. Разом із архітектором садиби Іваном Старовим, Андрій Болотов намагався зберігати вже існуючі споруди та природні об'єкти. Так, Старов зберіг барокову вежу-дзвіницю і приєднав її до невеликого ансамблю. Болотов зберіг давній гай неподалік садиби, де створив три діагональні просіки, котрі розкрили найкращі краєвиди місцевості. Ділянки пейзажного парку прикрасили звивистими стежками, вазами на постаменті, сходинками, острівцями на ставку. Так Болотов обіграв береги ставка після запруди місцевої річки Уперти. Паркобудівник також зафіксував створений ним парк в серії акварелей, що дало змогу дослідникам зрозуміти його первісний вигляд.

## Твори
- Избранные сочинения по агрономии, плодоводству, лесоводству, ботанике. М., 1952.